# جوزيف بيتر ويلسون
جوزيف بيتر ويلسون (بالإنجليزية: Joe Wilson)‏ هو متزحلق أمريكي، ولد في 22 مايو 1935.

## وصلات خارجية
- جوزيف بيتر ويلسون على موقع اللجنة الأولمبية الدولية (الإنجليزية)
- جوزيف بيتر ويلسون على موقع أوليمبيديا (الإنجليزية)